# Liste der Ehrenbürger der Vereinigten Staaten
Zu Ehrenbürgern der Vereinigten Staaten kann der US-Kongress Personen (die in der Regel keine US-Bürger sind) für besonders herausragende Verdienste ernennen oder den Präsidenten zur Verleihung der Ehrenbürgerschaft ermächtigen.
Bis einschließlich 2014 wurde diese Ehrung acht Personen zuteil. Sechs Verleihungen fanden postum statt. Die Auflistung erfolgt chronologisch nach Datum der Zuerkennung.

## Die Ehrenbürger der Vereinigten Staaten

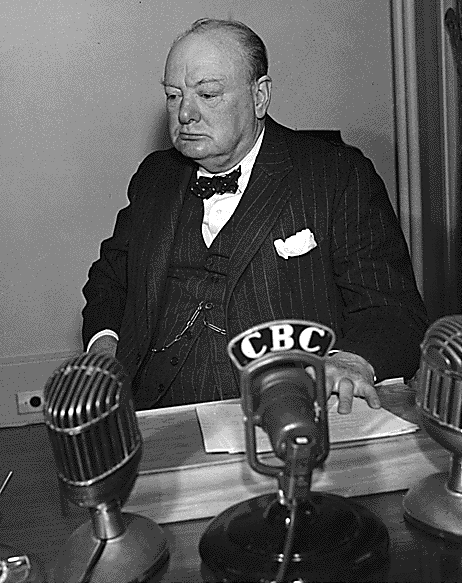
Winston Churchill
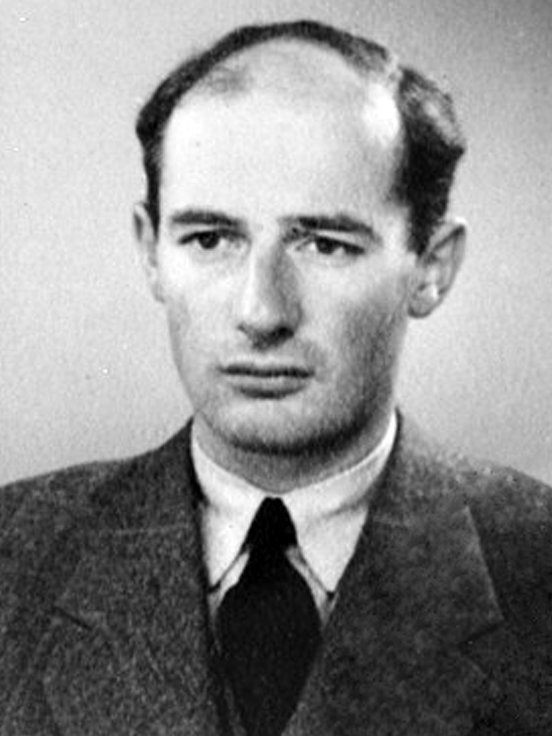
Raoul Wallenberg
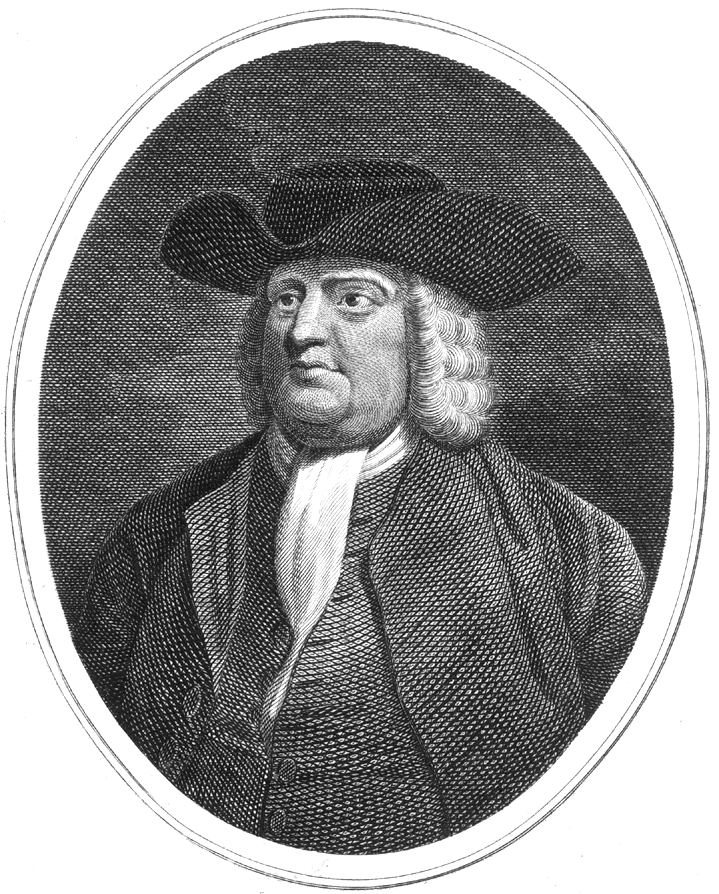
William Penn
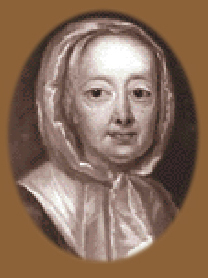
Hannah Callowhill Penn
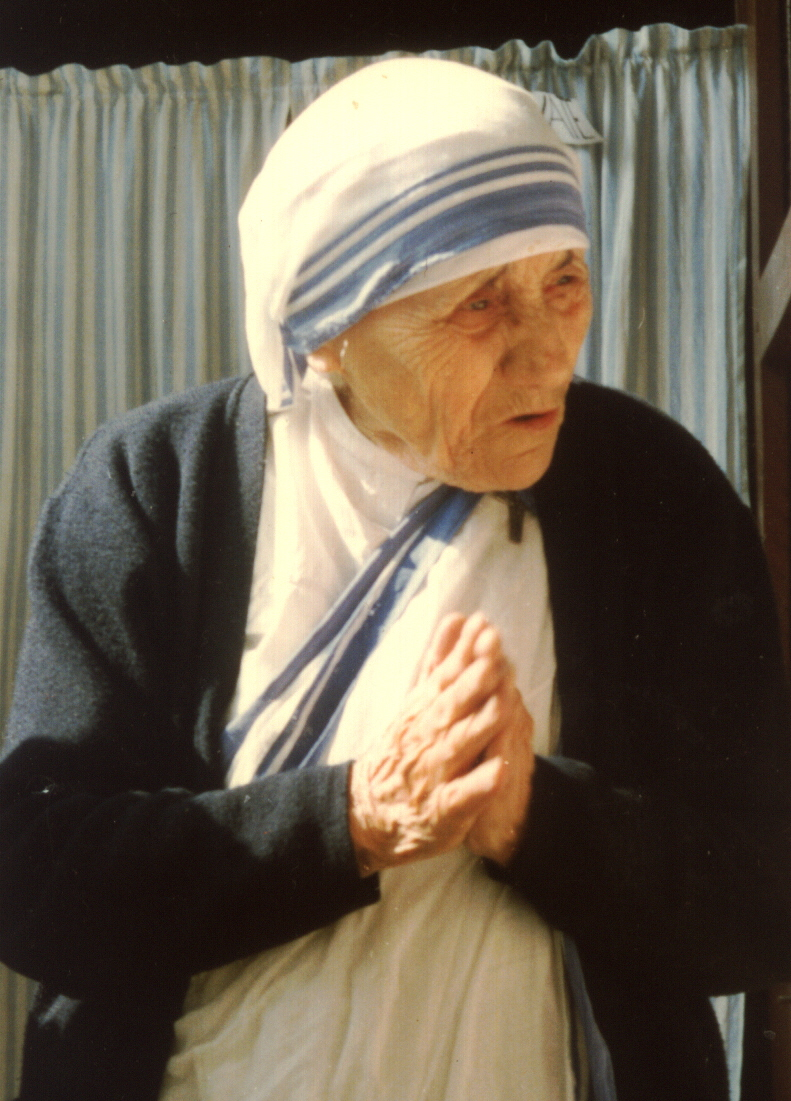
Mutter Teresa
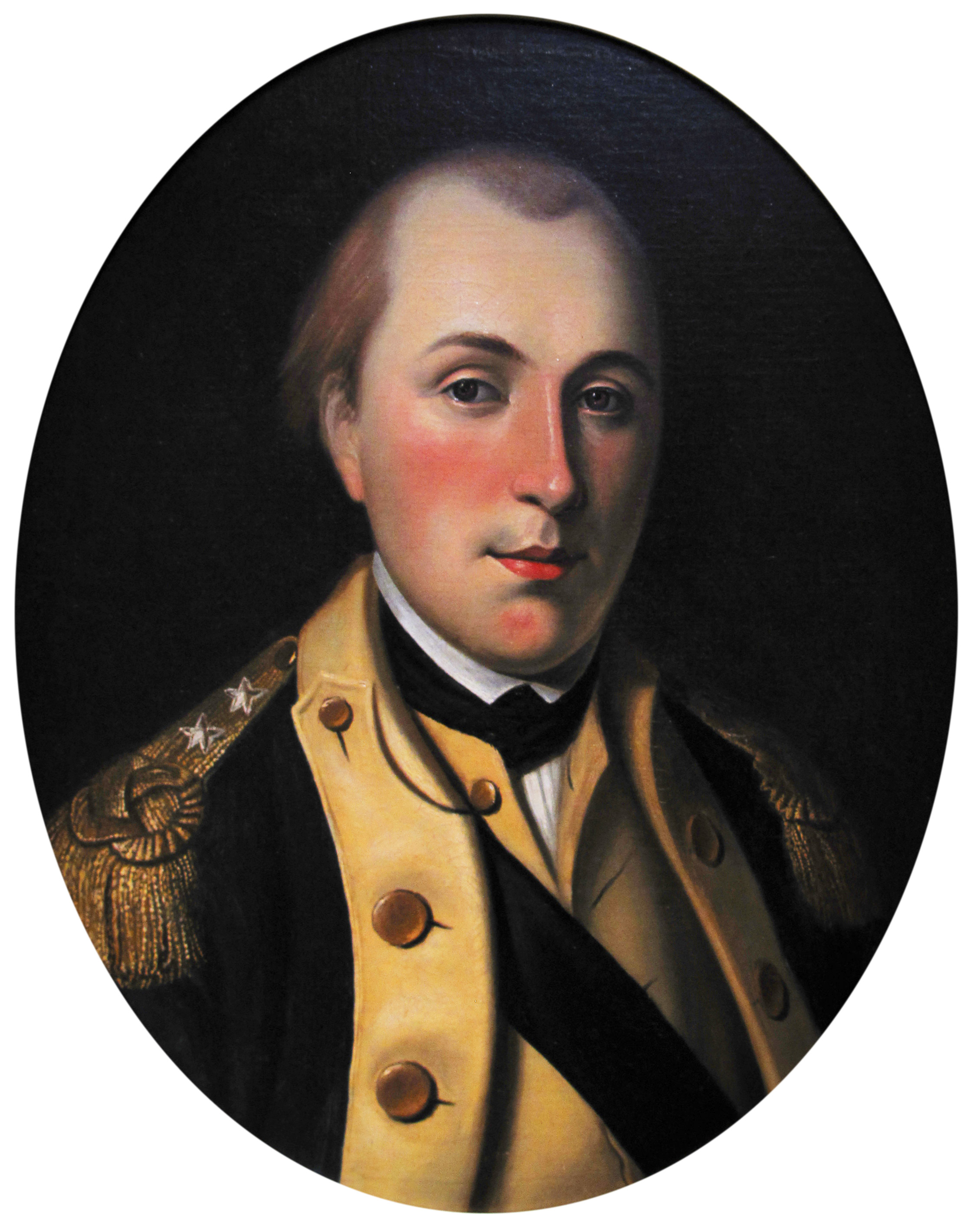
Marquis de La Fayette
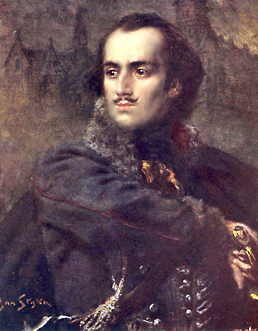
Kazimierz Pułaski
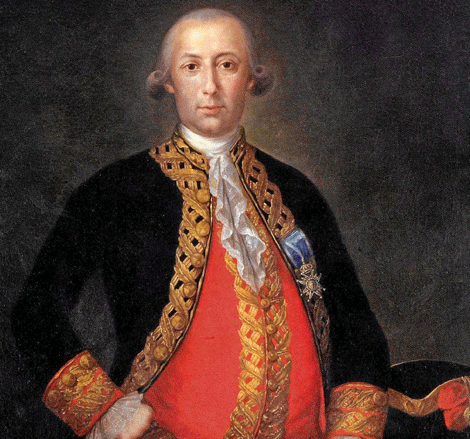
Bernardo de Gálvez y Madrid

1. Winston Churchill (* 30. November 1874 in Woodstock, Oxfordshire; † 24. Januar 1965 in London), ehemaliger britischer Premierminister
  - Verleihung am 9. April 1963[1]
2. Raoul Wallenberg (* 4. August 1912 in Kappsta auf Lidingö; † um 1947 in Moskau), schwedischer Diplomat und Gerechter unter den Völkern
  - postume Verleihung am 5. Oktober 1981
3. William Penn (* 14. Oktober 1644 in London; † 30. Juli 1718 in Ruscombe, Berkshire), Gründer der Kolonie Pennsylvania
  - postume Verleihung am 19. Oktober 1984
4. Hannah Callowhill Penn (* 11. Februar 1671 in Bristol; † 1727 in London), zweite Frau von William Penn und Verwalterin der Kolonie Pennsylvania
  - postume Verleihung am 19. Oktober 1984
5. Mutter Teresa (* 26. August 1910 in Skopje; † 5. September 1997 in Kalkutta), katholische Nonne und Menschenrechtsaktivistin
  - Verleihung am 1. Oktober 1996
6. Marquis de La Fayette (* 6. September 1757 in Chavaniac; † 20. Mai 1834 in Paris), französischer General auf der Seite der Kolonisten im Amerikanischen Unabhängigkeitskrieg
  - postume Verleihung am 6. August 2002
7. Kazimierz Pułaski (* 6. März 1745 in Warschau; † 11. Oktober 1779 bei Savannah), polnischer General auf der Seite der Kolonisten im Amerikanischen Unabhängigkeitskrieg
  - postume Verleihung am 7. November 2009
8. Bernardo de Gálvez y Madrid (* 23. Juli 1746 in Macharaviaya bei Málaga; † 30. November 1786 in Tacubaya, heute Stadtteil von Mexiko-Stadt), spanischer General und Politiker, befehligte spanische Truppen im Amerikanischen Unabhängigkeitskrieg
  - postume Verleihung am 28. Juli 2014[2]